# Гришкан Григорій Олександрович
Гришкан Григорій Олександрович (23 жовтня 1981 року, Красноармійськ, Донецька область, Українська РСР) — український актор, продюсер, сценарист, режисер, поет, економіст. Зіграв головну роль у фільмі «До щастя», допрем’єрний показ якого відбувся на ювілейному 50-му Київському міжнародному кінофестивалі «Молодість» 29 травня 2021 року.

## Біографія
Від народження має легку форму ДЦП. 1 вересня 1988 року пішов у Донецьку спеціалізовану школу-інтернат № 5 для дітей з порушеннями опорно-рухового апарату. Від 1995 до 2000 року навчався в Красноармійській загальноосвітньої школи №12.
З 2000 до 2002 року навчався фінансів у Донецькому економічному технікумі. З 2003 по 2007 роки студент Національного університету економіки і торгівлі імені Михайла Туган-Барановського. Завершив навчання з відзнакою в лютому 2007 року.
Паралельно з навчанням із 2003 року працював у міськводоканалі Красноармійська на посаді оператора у виробничо-технічному відділі.
З 2007 року працює економістом із постачання у Торговому домі «Альтком».
З 2012 року працює в податковій інспекції Куйбишевського району м. Донецька.
Після початку війни на сході України — переселенець у місто Київ. Із січня по травень 2015 року працював аналітиком консолідованої інформації у компанії «Край». З червня 2015 року по листопад 2019 року працює фахівцем відділу фінансового контролю у компанії «Мілкіленд Н.В.». З 02 вересня 2022 року працює в Національному банку України.

## Творчість
2011 року у Маріуполі видав поетичну збірку «Сповідь пораненої душі», яка стала лауреатом конкурсу «Книга Донбасу». 2015 року знявся в головній ролі короткометражному фільмі Вінсента Меттеля «Інший». Також зіграв головну роль у повнометражному фільмі «До щастя».

## Громадська позиція
Григорій Гришкан публічно відстоює інклюзію та рівноправне ставлення до людей з інвалідністю в українському суспільстві. На його думку, держава байдужа до проблем людей з інвалідністю. Тому під час президентства Петра Порошенка Гришкан перерахував пенсію з інвалідності компанії Рошен. Тим самим він виступав проти приниження людей з інвалідністю, порівнюючи соціальну політику з «геноцидом». Декларує наміри йти у політику.

## Фільмографія
- Інший (2015)
- До щастя (2020)
- НЕЛЮБОВ (2022)

## Поезія
- Сповідь пораненої душі (2011)

### Інтернет-видання
- Самсонова А. "Требуется инвалид без опыта работы". «Газета «Донбасс». 11 мая 2011. Архів оригіналу за 23 жовтня 2020. Процитовано 21 жовтня 2020.
- Щербак Ю. Кинопроект "Другой" призван сломать стереотип о неспособности людей с ограниченными возможностями быть успешными. Укринформ. 3 августа 2015. Архів оригіналу за 22 жовтня 2020. Процитовано 21 жовтня 2020.
- Гамалий И. Война – повод вспомнить о мечтах, – Григорий Гришкан. Фокус. 3 ноября 2015. Архів оригіналу за 24 жовтня 2020. Процитовано 21 жовтня 2020.
- Стрижова О. В Киеве презентовали фильм «Другой» о переселенце с ДЦП. Донбас. Реалії. 11 березня 2016. Архів оригіналу за 23 жовтня 2020. Процитовано 21 жовтня 2020.
- Астахова О.Григорий Гришкан: «Хочу стать президентом Украины». ОстроВ. 31 марта 2017. Архів оригіналу за 22 жовтня 2020. Процитовано 21 жовтня 2020.
- Онипко А. Уроженец Покровска Григорий Гришкан перечислил свою пенсию Порошенко, чтобы тот не участвовал в выборах. 06239.com.ua. 11 ноября 2018. Архів оригіналу за 22 жовтня 2020. Процитовано 21 жовтня 2020.
- Антонюк Н. Актор із ДЦП Григорій Гришкан: Якщо я здамся, то кого зроблю щасливим?. Український інтерес. 31 липня 2020. Архів оригіналу за 26 жовтня 2020. Процитовано 21 жовтня 2020.
- Курцановская А. На Одесский кинофестиваль: Переселенец с ДЦП снимается в главной роли в полнометражном фильме. Донецькі новини. 25 ноября 2019. Архів оригіналу за 27 жовтня 2020. Процитовано 21 жовтня 2020.
- Гончарова Є. Шлях «До щастя». Український тиждень. 19 вересня 2020. Архів оригіналу за 26 жовтня 2020. Процитовано 21 жовтня 2020.
- Кохановська Т. Безбар’єрний доступ до культурних об’єктів. День. 29 вересня 2020. Архів оригіналу за 17 жовтня 2020. Процитовано 21 жовтня 2020.
- Войтенко В. ІНШИЙ. ЯК МИ: ЧОГО НАС МОЖЕ НАВЧИТИ ФІЛЬМ "ДО ЩАСТЯ". 5.ua. 02 липня 2021. Архів оригіналу за 17 червня 2021. Процитовано 09 липня 2021.

### Періодика
- Бабушкин К.. Читали стихи и жаловолись на власть // У нас на районе. — 2013. — № 10 (33) (март). — С. 2.
- Гришкан Г.. Правила жизни Григория Гришкана // Крылья. — 2015. — № 2 (июнь). — С. 26-35.